# Seehorn (Simplon)
Das Seehorn ⓘ (2439 m ü. M.) ist ein Berg in den Walliser Alpen. Es liegt an der Südseite des Simplonpasses östlich von Gabi, einem Ortsteil der Gemeinde Simplon. Auf dem Gipfel befindet sich eine Sendeanlage.
Der Anstieg von Gabi ist relativ leicht und markiert. Der erste Teil des Weges entspricht dem Stockalperweg. Ab der Furggu verlässt man den Stockalperweg, von dort sind noch 1½ Stunden einzuplanen. 
Der Berg eignet sich auch sehr gut als Skitour. Diese führt von Gabi über den Feerberg in 4 Stunden zum Gipfel.

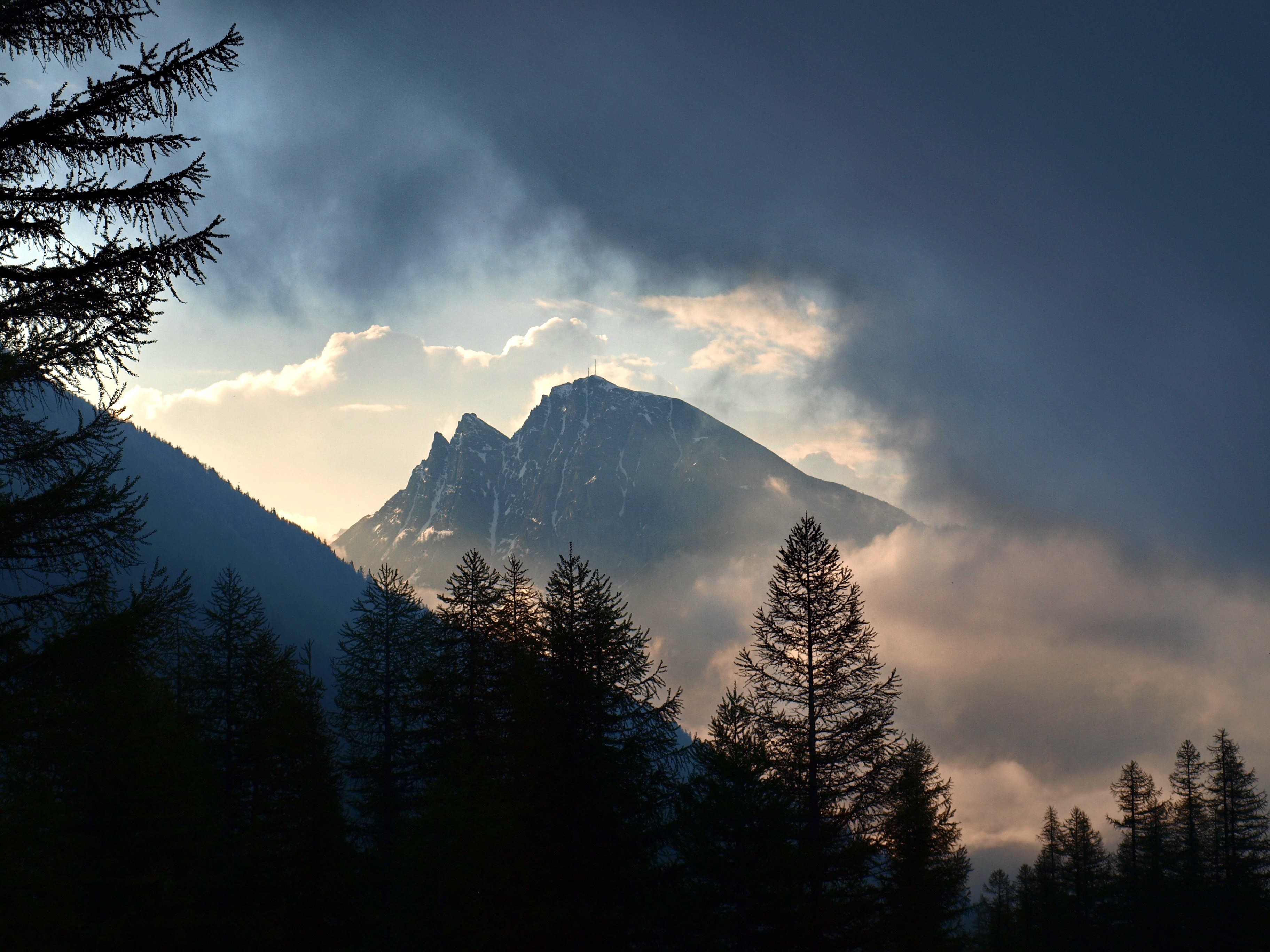
Seehorn